# René Piller
René Piller (* 23. April 1965 in Héricourt) ist ein ehemaliger französischer Leichtathlet, der im Gehen erfolgreich war.

## Sportliche Karriere
Der 1,68 Meter große René Piller startete bis 1984 für JA Héricourt und ab 1985 für GA Haut-Saônois. Er gewann 1989, 1990, 1992, 1994 und 1995 den französischen Meistertitel im 50-km-Gehen.
Piller startete bei 5 Wettbewerben im Juniorenbereich und bei 41 Wettbewerben im Erwachsenenbereich im Nationaltrikot. 1990 bei den Europameisterschaften in Split belegte er über 50 Kilometer in 4:05:39 Stunden den 12. Platz, zwei Plätze hinter seinem Landsmann Martial Fesselier. 1991 bei den Weltmeisterschaften in Tokio erreichte er in 4:06:30 Stunden den achten Platz. Im Jahr darauf bei den Olympischen Spielen in Barcelona kamen 32 Geher in die Wertung. Auf den Plätzen 15 bis 17 gingen die drei Franzosen René Piller in 4:02:40 Stunden, Alain Lemercier und Martial Fesselier über die Ziellinie, wobei Fesselier fast fünf Minuten nach Piller ankam.
1993 bei den Weltmeisterschaften in Stuttgart belegte Piller in 3:48:57 Stunden den sechsten Rang, er hatte dabei sechs Minuten Rückstand auf den Gewinner der Bronzemedaille. Im Jahr darauf bei den Europameisterschaften 1994 in Helsinki wurde Piller disqualifiziert. Bei den Weltmeisterschaften 1995 in Göteborg erreichte Piller in 3:49:47 Stunden den achten Platz. 1996 bei den Olympischen Spielen in Atlanta blieben 21 der 36 Geher, die in die Wertung kamen, unter vier Stunden. Piller wurde 19. in 3:58:00 Stunden.
1997 bei den Weltmeisterschaften in Athen belegte Piller in 3:55:06 Stunden den elften Platz. 1998 war Budapest Austragungsort der Europameisterschaften. In 3:51:03 Stunden wurde Piller Neunter mit sechs Minuten Rückstand auf den Drittplatzierten. Bei den Weltmeisterschaften 1999 in Sevilla ging Piller in 3:56:39 Stunden als Neunter über die Ziellinie. Bei seiner dritten Olympiateilnahme 2000 in Sydney gab Piller auf. Bester Franzose wurde Denis Langlois auf dem 14. Platz. Bei den Weltmeisterschaften 2001 in Edmonton bedeuteten 4:10:54 Stunden den 27. Platz für Piller unter 31 Gehern in der Wertung. Im Jahr darauf bei den Europameisterschaften in München wurde Langlois Sechster, David Boulanger wurde 15. und Piller belegte den 18. Platz.

## Bestzeiten
- 50.000 Meter Bahngehen: 3:41:28 Stunden, 7. Mai 1994 in Fana
- 50 km Straßengehen: 3:45,56 Stunden, 30. April 1995 in Peking